# Ana de Sayn-Wittgenstein-Berleburg
Princesa Ana de Sayn-Wittgenstein-Berleburg (nacida el 15 de marzo de 1978) es una periodista y autora alemana.

## Biografía
Nació el 15 de marzo de 1978 en Múnich y es hija del príncipe Luis Ferdinando de Sayn-Wittgenstein-Berleburg y de la condesa Ivonne de Wachtmeister af Johannishus. 
Estudió Historia y Política en la Universidad Stanford y una maestría en Escritura Creativa de la Universidad de Anglia del Este. Es corresponsal política de Bild am Sonntag y anteriormente escribió para Die Welt. También ha escrito biografías de Karl-Theodor zu Guttenberg y Wolfgang Bosbach.
El 6 de agosto de 2005, Anna se casó con el príncipe Manuel de Baviera en Suecia. La pareja tuvo cuatro hijos juntos:
- Príncipe Leopoldo María Benedicto Carlos Manuel (nacido en 2007-)
- Princesa Alba Manuela María Petra Ivonne (nacida en 2010-)
- Príncipe Gabriel María Abraham Luis Teodoro (nacido en 2014-)
- Príncipe José Carlos María Pablo Melchor (nacido en 2019-)

## Títulos
- 15 de marzo de 1978 - 6 de agosto de 2005: Su Alteza la Princesa Ana de Sayn-Wittgenstein-Berleburg
- 6 de agosto de 2005 - hasta la fecha: Su Alteza Real Princesa Ana de Baviera

### Honores
- Recipiente de la Medalla del 70 cumpleaños del Rey Carlos XVI Gustavo (Reino de Suecia, 30 de abril de 2016).[2]